# Grosbliederstroff
Grosbliederstroff – miejscowość i gmina we Francji, w regionie Grand Est, w departamencie Mozela.
Według danych na rok 1990 gminę zamieszkiwały 3092 osoby, a gęstość zaludnienia wynosiła 237 osób/km² (wśród 2335 gmin Lotaryngii Grosbliederstroff plasuje się na 140. miejscu pod względem liczby ludności, natomiast pod względem powierzchni na miejscu 420.).